# Compás de marcaciones

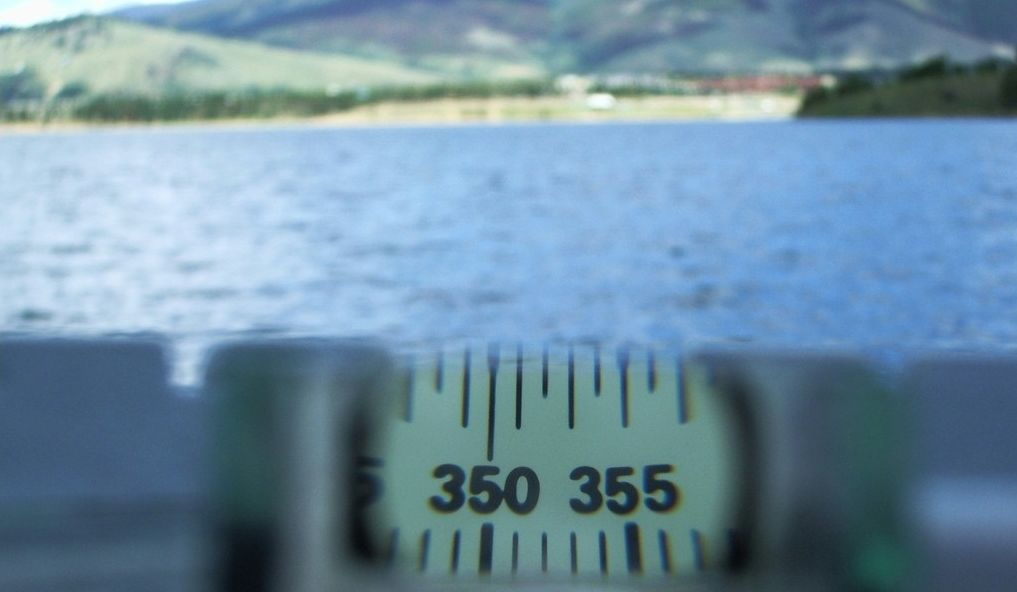
Dial compás SUUNTO

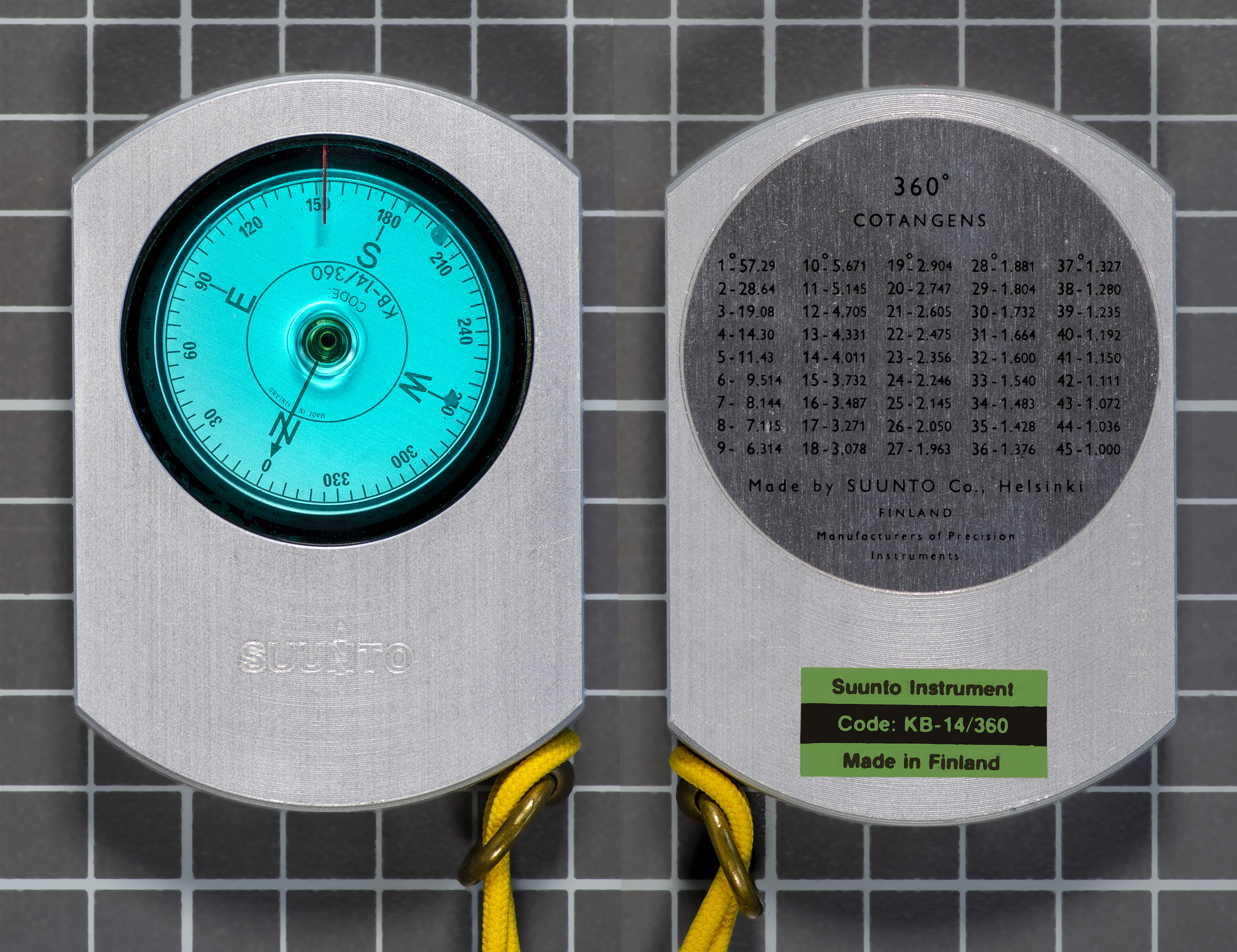
Compás SUUNTO

El compás de marcaciones, más propiamente llamado compás de demoras, es un instrumento náutico utilizado para determinar la demora de aguja a la que se encuentra un objeto o punto de tierra observado. (Demora: ángulo formado por el norte y la visual a un objeto determinado en el mar ). Se utiliza como instrumento de navegación para determinar el ángulo entre la dirección de un objeto y el norte o indirectamente a otro punto de referencia. Proporciona el rumbo absoluto, que es el ángulo en sentido horario entre el norte magnético o norte verdadero y el objeto. Por ejemplo, un objeto hacia el este tendría una orientación absoluta de 90 grados Si el norte es el verdadero, se llama demora verdadera, y si se trata del norte magnético se llama entonces demora magnética. Es utilizado habitualmente por geólogos, agrimensores y navegantes para obtener orientaciones precisas sobre el terreno.
Los navegantes utilizan sucesivas demarcaciones de puntos de referencia fijos junto con técnicas geométricas sencillas para determinar su posición, rumbo y velocidad. Además, hacer demarcaciones sucesivas de otros barcos, junto con técnicas sencillas de geometría, puede servir al navegante a determinar si hay riesgo de colisión y poder decidir qué medidas se deben tomar para evitar el peligro. 

## Descripción

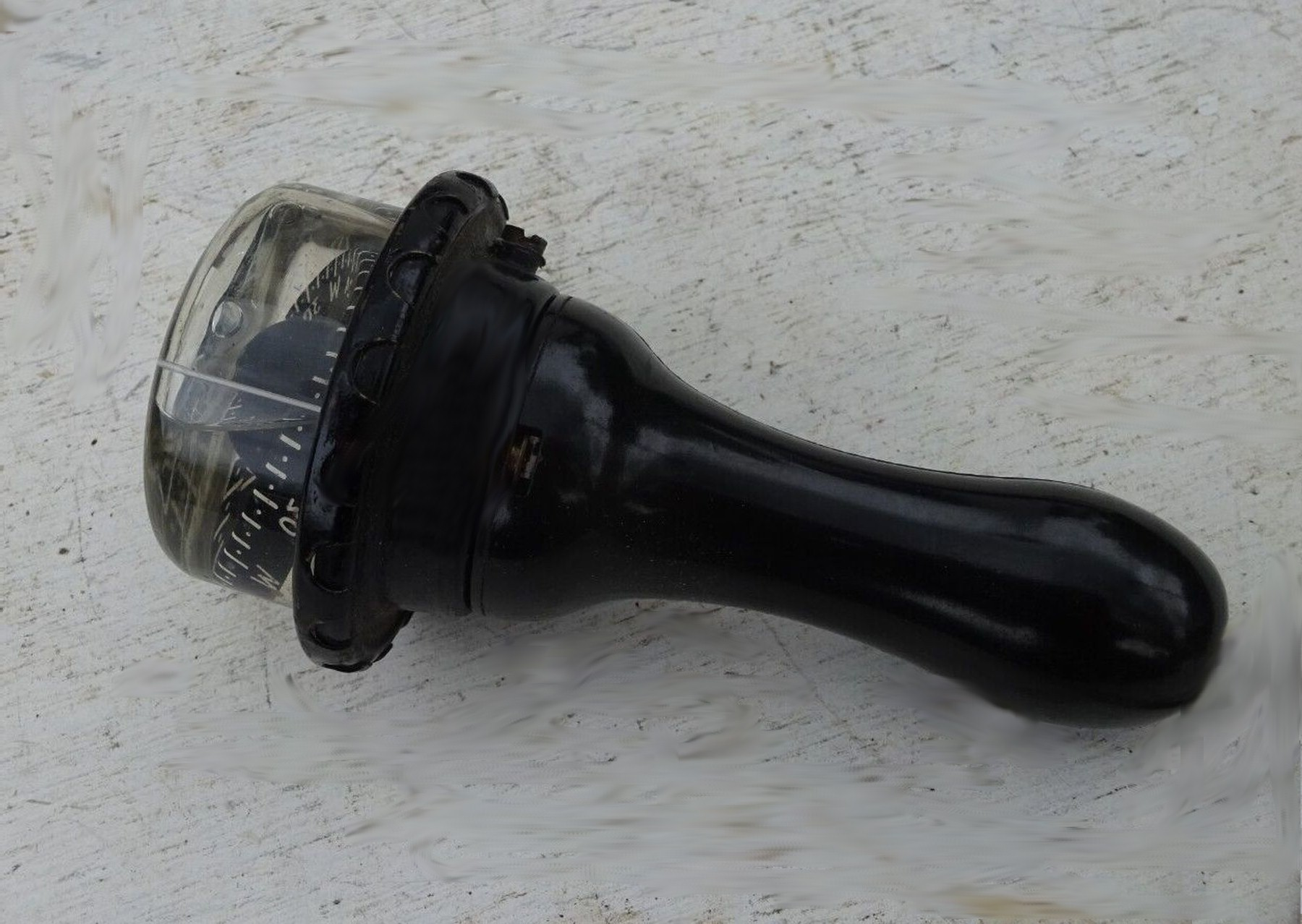
Un compás de marcaciones antiguo

Todas las brújulas de mano se pueden utilizar para tomar una demora, pero lo que distingue el compás de marcaciones del resto es el hecho de que tiene algún tipo de óptica que permite visualizar "al mismo tiempo" las marcas de la brújula y el objetivo observado. El tipo más sencillo de brújula de mano, tiene un disco de "rosa de los vientos horizontal" y un dispositivo de observación: una pínula, alidada o visor que permite al usuario observar el objeto y a continuación, "cambiando de vista" leer el ángulo marcado por la brújula respecto al norte magnético. Las versiones con prisma más complejas, como las brújulas SUUNTO (véase la primera fotografía), utilizan un sistema óptico para mostrar las marcas de demora a través de un ocular mientras se apunta al objetivo.

## Monocular con compás

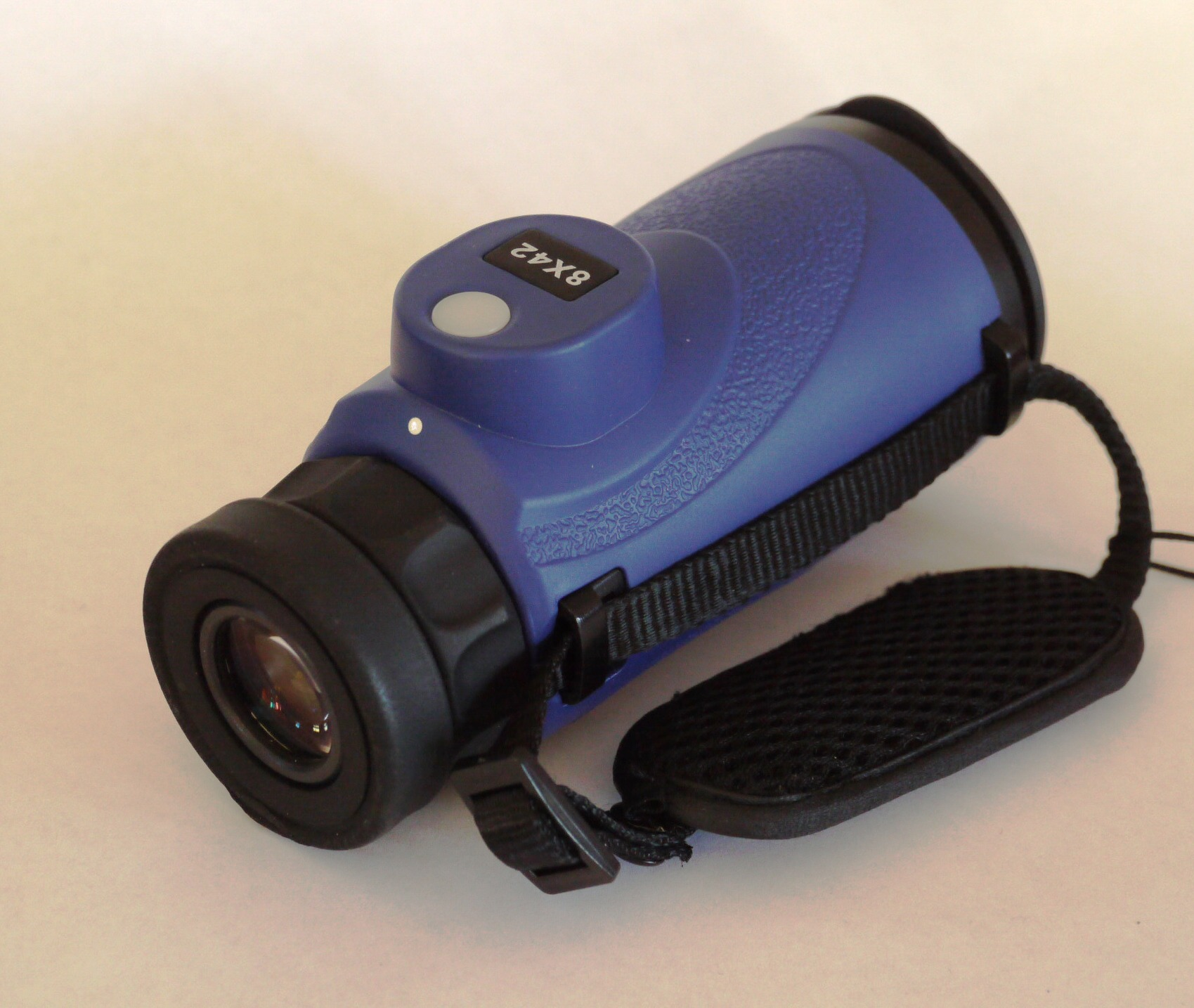
Monocular + compàs Seago 8×42

También existen algunos modelos de monoculares/binoculares, con iluminación eléctrica o sin ella, que mediante un sistema óptico híbrido (algunos de ellos electrónico-digital) permiten visualizar las marcas de rumbo al mismo tiempo que se observa el objeto a través de su sistema óptico.

### Tipos
- Monocular con zoom: este tipo tiene aumentos variables lo que permite observar objetos a diferentes distancias, ajustando el aumento según las necesidades y según la situación
- Monocular con telémetro: modelos también incluyen una retícula para estimar distancias

### Características
- Aumentos: Los monoculares con brújula existen en diferentes aumentos. Por ejemplo, un monocular 8x25 significa que tiene un aumento x8, haciendo que la imagen sea 8 veces mayor...
- Diámetro de la lente exterior: El diámetro de la lente frontal (objetivo) influye en la cantidad de luz que entra. Por ejemplo, un monocular 8x42 tiene una lente frontal de 42 mm.